# Plutonaster
Plutonaster is een geslacht van kamsterren uit de familie Astropectinidae.

## Soorten
- Plutonaster agassizii (Verrill, 1880)
- Plutonaster ambiguus Sladen, 1889
- Plutonaster bifrons (Wyville Thomson, 1873)
- Plutonaster complexus H.E.S Clark & McKnight, 2000
- Plutonaster efflorescens (Perrier, 1884)
- Plutonaster fragilis H.E.S. Clark, 1970
- Plutonaster hikurangi H.E.S Clark & McKnight, 2000
- Plutonaster intermedius (Perrier, 1881)
- Plutonaster jonathani H.E.S Clark & McKnight, 2000
- Plutonaster keiensis Döderlein, 1921
- Plutonaster knoxi Fell, 1958
- Plutonaster sirius A.H. Clark, 1917